# Revisions
Revisions (Japonês:ズヴィジョンズ; Transliterado: Rivijonzu) é uma série de anime dirigida por Gorō Taniguchi e animada por Shirogumi. A série estreou de 10 de janeiro à 28 de março de 2019 no bloco de programação da Fuji TV, + Ultra.

## Sinopse
Daisuke Dojima é um estudante que foi sequestrado quando criança. Quando a cidade de Shibuya viaja para o ano de 2388, ele e seus amigos se vêem lutando contra os "Revisions", inimigos com gigantescos monstros mecânicos.

## Aparência
Daisuke Dojima
Dublado por: Kōki Uchiyama (japonês); Ítalo Luiz (português)
Daisuke é um estudante de 17 anos do ensino médio, com um complexo de herói extremo devido a Milo contar-lhe sobre sua profecia quando criança, e cresceu acreditando nisso.
Milo
Dublado por: Mikako Komatsu (japonês); Melissa Garcia (português)
Milo é uma agente da ARH em 2388, que auxilia o FDS em sua batalha contra os revisions. Seu futuro eu encontrará os FDS quando crianças e contará a Daisuke sobre sua profecia.
Chang Gai Steiner
Dublado por: Nobunaga Shimazaki (japonês); Vinícius Fagundes (português)
Gai é um dos amigos de infância de Daisuke e irmão gêmeo de Lu. Oficialmente, ele é designado para ser o líder do FDS.
Chang Lu Steiner
Dublado por: Rie Takahashi (japonês); Luiza Porto (português)
Lu é uma das amigas de infância de Daisuke e irmã gêmea de Gai.
Marin Temari
Dublado por: Manaka Iwami (japonês); Gabi Milani (português)
Apelidada de Mari-mari, ela é uma das amigas de infância de Daisuke e membro do FDS. Ao contrário dos outros, Mari-mari é muito fraca de vontade, mas vai superando ao longo da série.
Keisuke Asano
Dublado por: Sōma Saitō (japonês); Caio Guarnieri (português)
Keisuke é um dos melhores amigos de Daisuke e um membro do FDS.
Chiharu Isurugi
Dublado por: Yōko Hikasa (japonês); Priscila Concepción (português)
Chiharu é um membro dos revisions que aguarda ansiosamente para seu novo corpo ser concluído.
Mukyu Isurugi
Dublado por: Yukari Tamura (japonês); Carol Valença (português)
Mukyu é um membro dos revisions.
Nicholas Satō
Dublado por: Hōchū Ōtsuka (japonês); Mauro Ramos (português)
Nicholas é um membro dos revisions e o principal antagonista da série. Em público, ele assume a forma de um pequeno e inofensivo ursinho de pelúcia, no entanto, seu verdadeiro corpo tem a capacidade assustadora de controlar a gravidade e causar grandes estragos. Ele costuma adicionar palavras inglesas nas frases.
Mikio Dōjima
Dublado por: Takahiro Sakurai (japonês); Silvio Giraldi (português)
Mikio é o tio de Daisuke.
Yumiko Yazawa
Dublado por: Aya Endō (japones); Renata Villaça (português)
Yumiko é professora da escola de Daisuke.
Ryōhei Kuroiwa
Dublado por: Masaki Terasoma (japonês); César Marchetti (português)
Kuroiwa é o chefe da polícia de Shibuya. É morto após levar um tiro de Muta.
Seiichirō Muta
Dublado por: Nobuo Tobita (japonês); Leonardo Camilo (português)
Muta é o prefeito de Shibuya. Seus ideais de sobrevivência diferiam muito dos de Kuroiwa, pois acreditava que negociar com os revisions os beneficiaria grandemente. É morto após levar um tiro de Kuroiwa.
Kanae Izumi
Dublado por: Yuka Terasaki (japonês); Luciana Baroli (português)
Izumi é uma policial que trabalha com o FDS. Se torna chefe de polícia após a morte de Kuroiwa.

## Recepção
Escrevendo para Monsters and Critics, o escritor Patrick Frye comparou o anime ao gênero isekai, "Exceto que uma cidade inteira é lançada em um novo mundo via viagem no tempo". Embora o desenvolvimento de personagem, as reviravoltas na trama e a animação CGI tenham sido elogiadas, "Os maiores negativos centram em torno do protagonista Daisuke, que sofre de um complexo de herói obsessivo durante a maior parte da primeira temporada... o que tornou assistir os primeiros oito episódios insuportável".